# As Criaturas de Prometeu

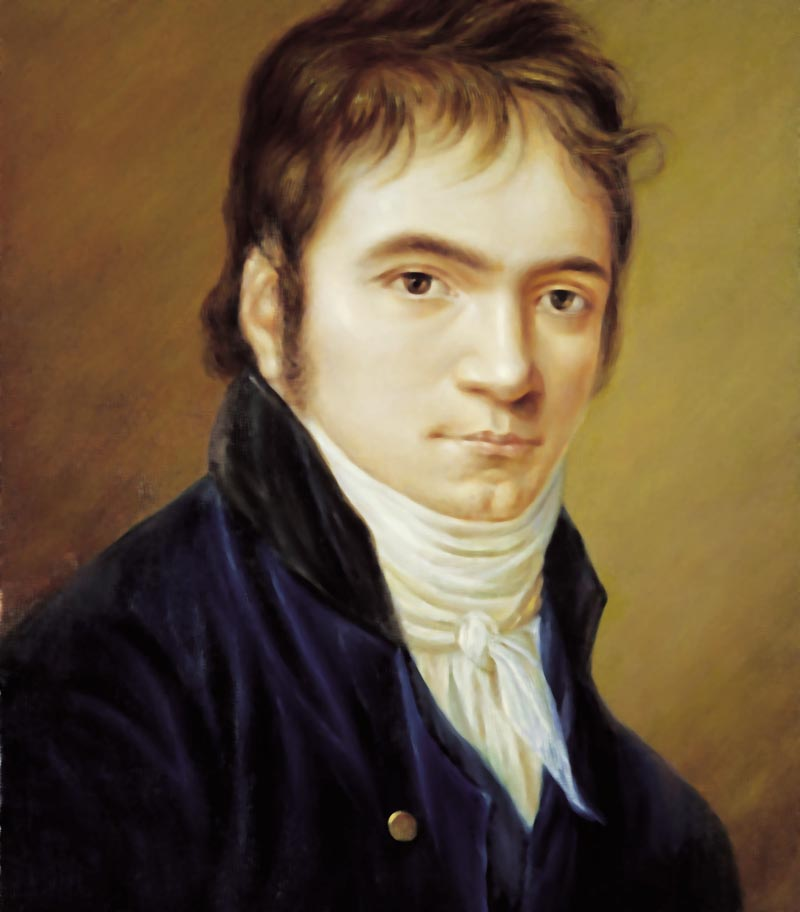
Retrato de Beethoven em 1803 (colecção Sammlung Bodmer).

As Criaturas de Prometeu - op. 43 - (Die Geschöpfe des Prometheus) é um balé composto por Ludwig van Beethoven em 1801, baseado num argumento do bailarino Salvatore Viganò. A peça foi encomendada pelo Burghtheather de Viena e teve sua estreia em 28 de março de 1801.
A peça guarda relativo interesse por ser a primeira abertura composta por Beethoven. A abertura faz parte do repertório de concerto. O tema do último movimento do balé foi usado posteriormente no quarto movimento da Sinfonia Heroica, bem como nas Variações Heroica Op.35.

## Enredo

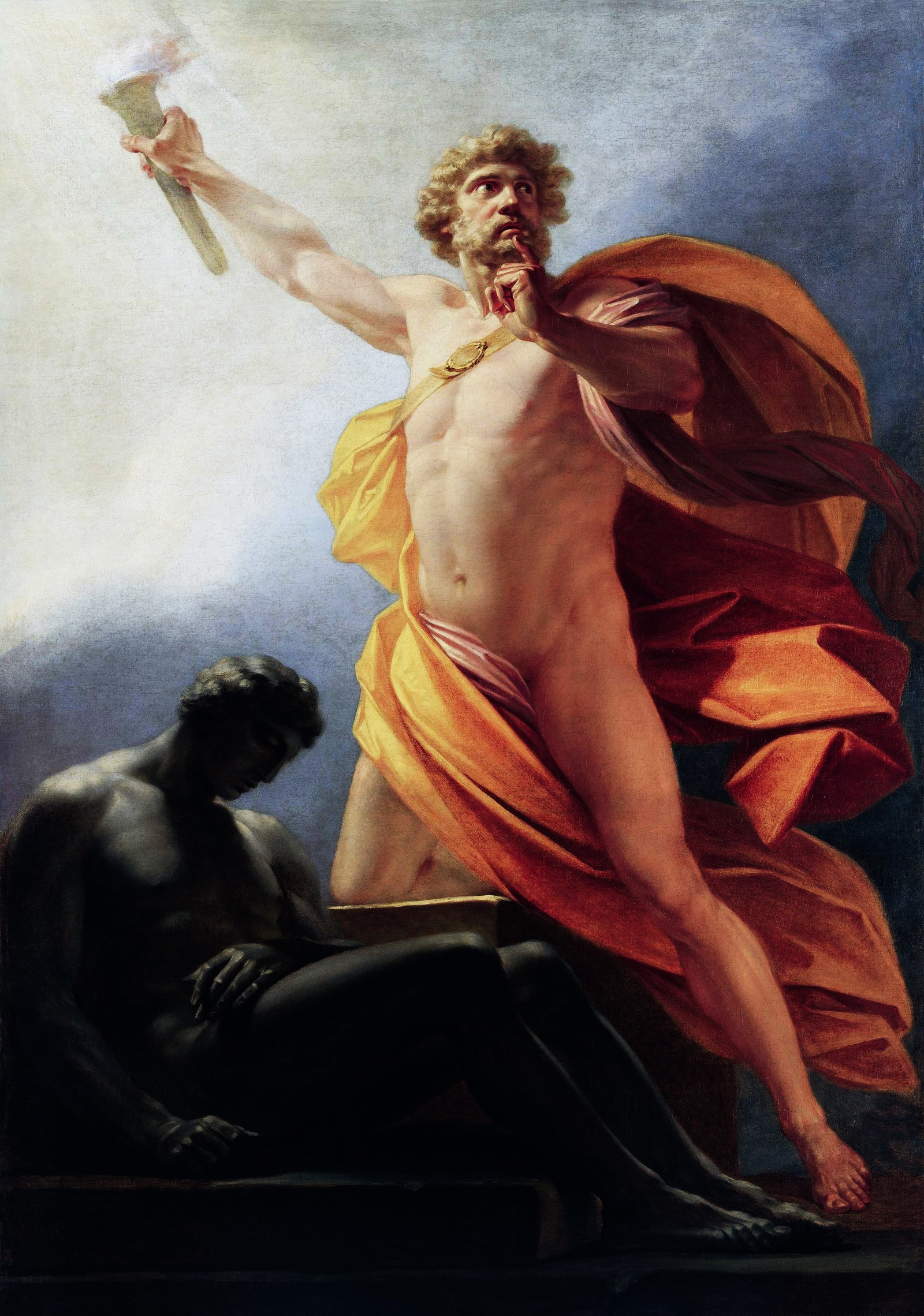
Prometeu leva o fogo à humanidade, tela de Heinrich Friedrich Füger de 1817.

A narrativa mitológica se baseia na história de como Prometeu teria roubado o fogo de Zeus e o ofertado aos mortais, bem como da história da criação dos animais e do homem a partir do barro, e como os humanos se tornaram seres superiores.
Sendo Prometeu portador da luz e patrono da humanidade, ele foi usado como um símbolo do Iluminismo e personificação da revolução. Na época, Napoleão Bonaparte era considerado o "Prometeu moderno".

## Obra
Abertura
- 1. Overture Adagio – Allegro molto con brio
- 2. Introduction ‘La Tempesta’ Allegro non troppo

Ato I
- 3. Poco adagio
- 4. Adagio – Allegro con brio
- 5. Allegro vivace

Ato II
- 6. Maestoso – Andante
- 7. Adagio – Andante quasi allegretto
- 8. Un poco adagio – Allegro
- 9. Grave
- 10. Allegro con brio – Presto
- 11. Adagio – Allegro molto
- 12. Pastorale Allegro
- 13. Andante
- 14. Solo di Gioia Maestoso – Allegro
- 15. Allegro – Comodo
- 16. Solo della Casentini Andante – Adagio – Allegro
- 17. Solo di Vigan Andantino – Adagio – Allegro
- 18. Finale Allegretto – Allegro molto